# Ulricehamns revir
Ulricehamns revir var 1911–1934 ett skogsförvaltningsområde inom Smålands överjägmästardistrikt, Älvsborgs län, som omfattade Kinds, Ås och Redvägs härader. Det var indelat i tre bevakningstrakter och omfattade 1915 11 631 hektar allmänna skogar, varav fyra kronoparker med 4 720 hektar.
Ulricehamns revir upphörde 1934, då det uppdelades i dels de nybildade Falköpings och Alingsås revir, dels Värnamo revir, samtliga tillhörande Västra överjägmästardistriktet.